# Ромашонки (Котельничский район)
Ромашонки — деревня в Котельничском районе Кировской области России. Входит в состав Родичевского сельского поселения.

## География
Деревня находится в западной части Кировской области, в подзоне южной тайги, к югу от автодороги Р243, на расстоянии приблизительно 6 километров (по прямой) к юго-западу от города Котельнича, административного центра района.
Климат
Климат характеризуется как континентальный, с продолжительной холодной многоснежной зимой и умеренно тёплым летом. Среднегодовая температура — 1,8 °C. Средняя температура воздуха самого холодного месяца (января) составляет −13,9 °C (абсолютный минимум — −46 °С); самого тёплого месяца (июля) — 17,9 °C (абсолютный максимум — 35 °С). Безморозный период длится в течение 114—122 дней. Годовое количество атмосферных осадков — 515 мм, из которых 365 мм выпадает в тёплый период года. Устойчивый снежный покров образуется в середине ноября и держится 160—170 дней.

## Население
| 2010 |
| ---- |
| 22   |

Половой состав
По данным Всероссийской переписи населения 2010 года в гендерной структуре населения мужчины составляли 40,9 %, женщины — соответственно 59,1 %.
Национальный состав
Согласно результатам переписи 2002 года, в национальной структуре населения русские составляли 72 % из 28 чел.